# 7489 Oribe
7489 Oribe este un asteroid din centura principală de asteroizi.

## Descriere
7489 Oribe este un asteroid din centura principală de asteroizi. A fost descoperit pe 26 iunie 1995 la Catalina Station de Carl W. Hergenrother. El prezintă o orbită caracterizată de o semiaxă mare de 2,80 ua, o excentricitate de 0,28 și o înclinație de 17,0° în raport cu ecliptica.